# Bockenmühle
Die Bockenmühle ist eine Wassermühle mit unterschlächtigem Wasserrad.

## Geographie
Die Bockenmühle liegt an der Schwalm im Ortsteil Watern in der Mittelstadt Wegberg im Kreis Heinsberg. Ein Mühlenteich, der heute noch vorhanden ist, diente als Wasserspeicher für den Mühlenbetrieb.

## Gewässer
Das Objekt liegt auf der rechten Seite der Schwalm, die im 4,2 km Entfernung in Genhof (Ortsteil von Erkelenz) ihre Quelle hat. Bis zur Mündung in die Maas bei Swalmen (Niederlande) hat die Schwalm eine Gesamtlänge von 45.132 m. Die Quelle liegt bei 83 m ü.NN., die Mündung bei 14 m ü.NN.  Die Pflege und Unterhaltung des Gewässers obliegt dem Schwalmverband, der in Brüggen seinen Sitz hat.

## Geschichte
An einem idyllisch gelegenen Mühlenweiher in Watern findet man zunächst einmal die Bockenmühle mit ihrem unterschlächtigen Stahlmühlrad und Holzschaufeln, die ihren Namen dem Besitzer Christian Bocken verdankt, der sie im Jahre 1826 von seinen Eltern übernahm. Zu dieser Zeit war die Mühle mit ihren zwei Mahlgängen und einer Ölpresse bis zu sechs Stunden täglich ausgelastet. Bei einem Mühlenumbau 1847 wurde die alte Holzarche durch eine Betonarche ersetzt und konnte dann bis zu zehn Stunden täglich in Betrieb genommen werden. Im Jahr 1864 übernahm die Familie Frings den Mühlenbetrieb, die bis 1914 im Familienbesitz verblieb, bevor sie Heinrich Brocker kaufte. Auch heute noch ist das Mahlwerk in einem recht ordentlichen Zustand, auf dem bis 1960 - allerdings fast ausschließlich elektrisch - Roggen geschrotet wurde. Im Innern der Mühle befindet sich ein Balken mit der Inschrift: „1769 - G.F.B. + M.C.D.“ Der Überlieferung nach soll dieser Balken aus der seinerzeit abgebrochenen Roßmühle entstammen, die nur unweit am Roßweiher gestanden hatte.
Im Mühlengarten hinter dem Gebäude erinnert ein mächtiges Steinkreuz mit der Inschrift „Anno 1837“ an die Zeit der Familie Bocken. Die Eheleute hatten es aus Dankbarkeit setzen lassen, als ihr Sohn unerwartet als einer der wenigen aus dem Russlandfeldzug unter Napoleon heimkehrte.

## Denkmaleintrag
Errichtet wurde das zweigeschossige Wohnhaus 1829 als vierflügelige Anlage in Backstein mit Türgewänden und Fensterbänken in Blaustein sowie Globen an den Fenstern, ebenfalls in Blaustein. Im Türsturz findet man ein Monogramm mit der Jahreszahl 1829. Mühlteich, Stauwehr sowie ein eisernes Mühlrad sind noch vorhanden. Von der vierflügeligen Anlage sind die rückwärtigen anschließenden Seitenflügel erneuert bzw. nicht mehr vorhanden. (Denkmalliste Nr. 131)

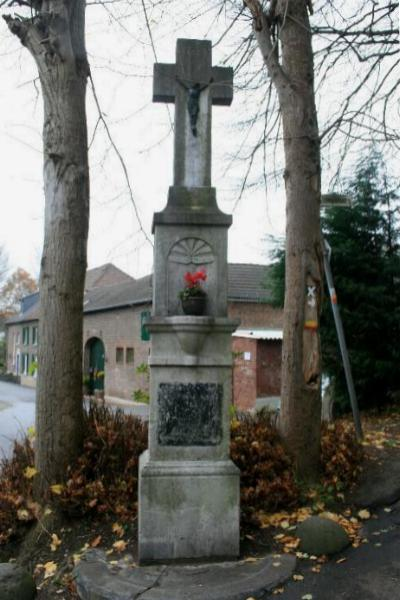
Das Gedenkkreuz an der Bockenmühle
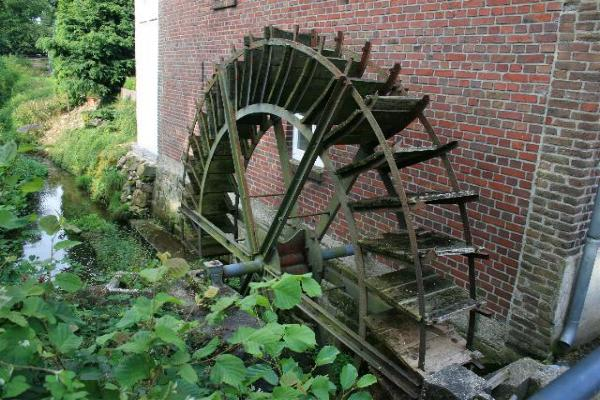
Das Mühlrad
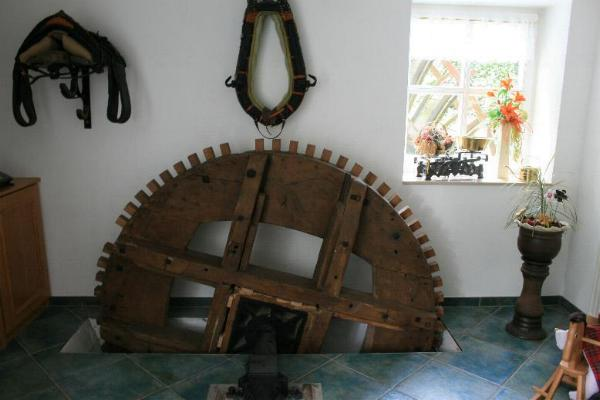
Innenraum der Mühle
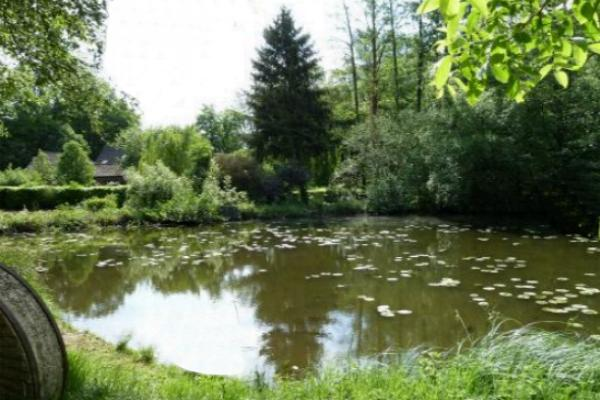
Der Mühlenteich
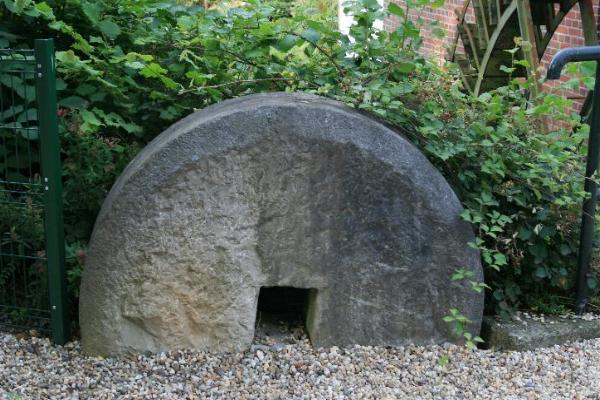
Ein Mühlstein der Bockenmühle
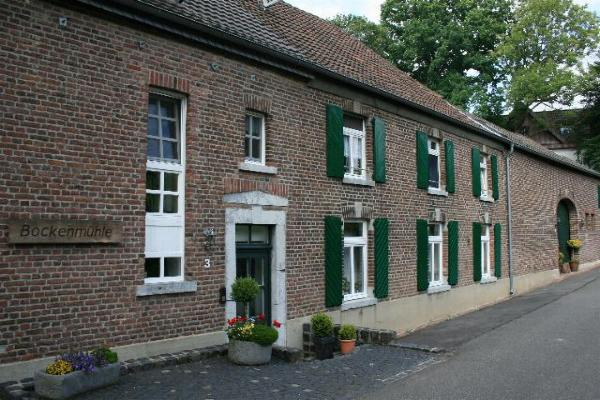
Fassade der Bockenmühle
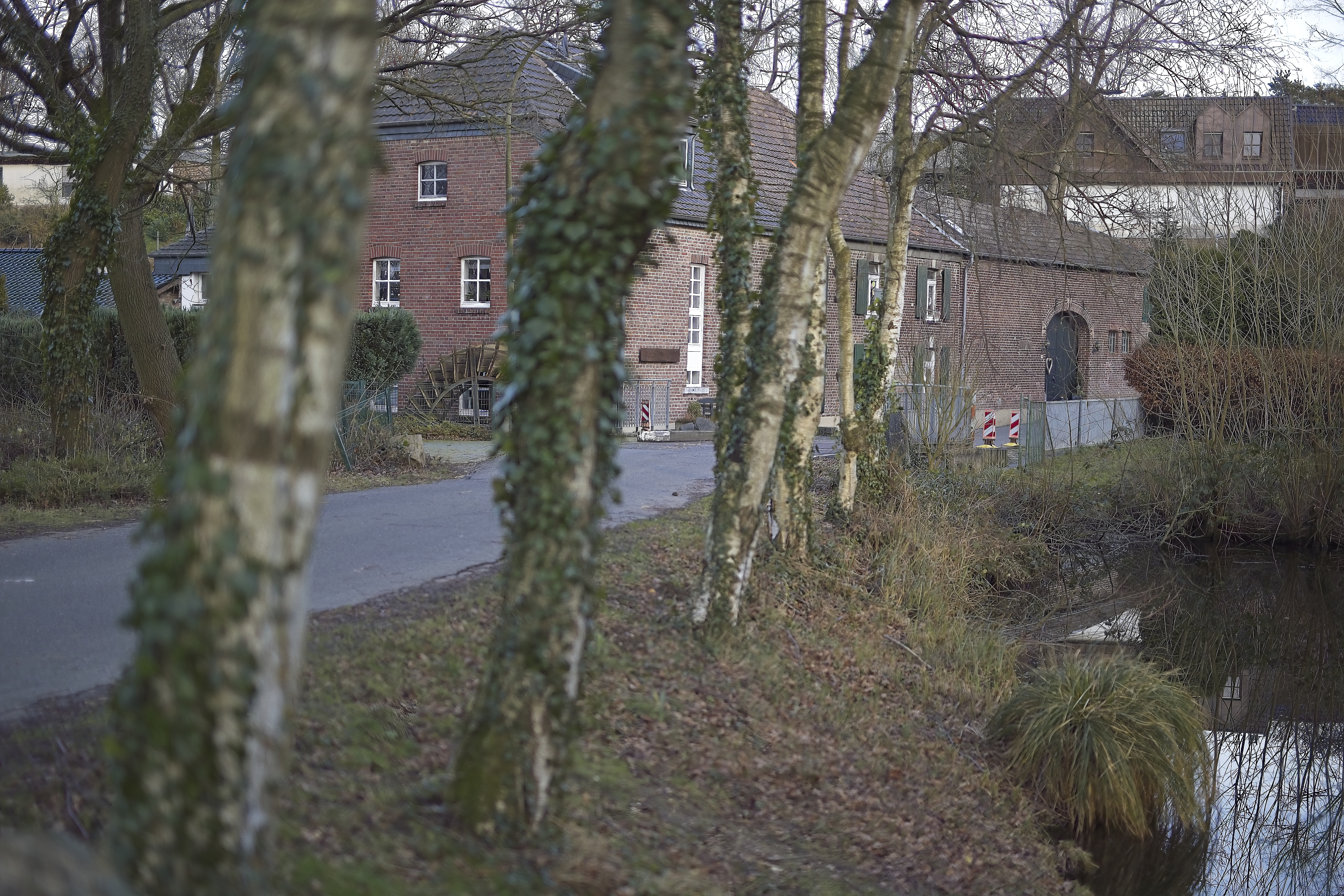
Blick vom Mühlenteich in Richtung Bockenmühle